# Международный казахско-турецкий университет имени Ходжи Ахмеда Ясави
Международный казахско-турецкий университет имени Ходжи Ахмеда Ясави (МКТУ им. Х. А. Ясави; каз. Қожа Ахмет Ясауи атындағы Халықаралық қазақ-түрік университеті) — первое международное высшее учебное заведение в Казахстане, расположен в городе Туркестан, Туркестанской области (ранее Южно-Казахстанская область) Республики Казахстан.

## История
Туркестанский Государственный Университет был открыт 6 июня 1991 г. по личной инициативе первого президента Республики Казахстан Нурсултана Назарбаева (Указ № 329 от 06 июня 1991 года, Алма-Ата).
Во время официальной встречи президента Республики Казахстан Нурсултана Назарбаева и премьер-министра Турции Сулеймана Демиреля 1-го мая 1992 года была достигнута договорённость о создании «международного университета».
31 октября 1992 года в Анкаре было подписано Соглашение между правительством Республики Казахстан и правительством Турецкой Республики «О реорганизации вуза в Международный казахско-турецкий университет имени Ходжи Ахмеда Ясави». Соглашение вступило в силу после того, как оно было ратифицировано парламентами Казахстана и Турции.
Университет имеет уникальную для Казахстана систему корпоративного управления. В соответствии с Уставом, утверждённым правительствами Казахстана и Турции, Высшим органом управления является Межправительственный полномочный совет (Анкара), который обеспечивает общее руководство университетом на паритетных началах и состоит из десяти членов, пять из которых, включая президента-ректора, назначаются правительством Республики Казахстан, другие пять — правительством Турции. Финансирование производится из республиканского бюджета и из бюджета Турецкой Республики.
В мае 2007 года университет подписал Меморандум о присоединении к Болонской декларации и в сентябре 2010 года подписал Великую Хартию Университетов, которая является основой Болонской Декларации.
Если в результате первого набора в 1991 году в университет было принято 332 студента, то нынешний контингент студентов составляет около 10 000 студентов, интернов, магистрантов и докторантов, в том числе около 1,5 тысяч студентов (15 % от контингента) из тюркоязычных стран ближнего и дальнего зарубежья.
В соответствии с межправительственными договорами ежегодно правительством Республики Казахстан для МКТУ им. Х. А. Ясави выделяются 200 целевых государственных образовательных грантов для обучения студенческой молодёжи из тюркоязычных стран ближнего и дальнего зарубежья.
Решением Межправительственного полномочного совета (Анкара) из бюджета Турции ежегодно выделяются 500 образовательных грантов для абитуриентов-казахстанцев, получивших по итогам Единого национального тестирования самые высокие баллы, но не прошедшие по конкурсу на получение государственных образовательных грантов.
Образовательная деятельность осуществляется по 54 специальностям бакалавриата, 30 специальностям магистратуры, 11 специальностям докторантуры PhD, 3-резидентуры и 7-интернатуры в области естественных, гуманитарных, экономических, юридических, социальных, медицинских, технических наук, специальностям образования, бизнеса, услуг и искусства.
В 2018—2019 учебном году в университете работают 71 докторов наук, 282 кандидатов наук, 67 PhD. Из них 5 % — это зарубежные преподаватели из Турции и других стран.
С 2018 года МКТУ является председателем Совета университетов тюркских стран, в которую входят 19 университетов Турции, Казахстана, Киргизии, Азербайджана.
Обучение ведётся на казахском, турецком, русском и английском языках.

### Ректоры
| № | Ректоры                           | Сроки | Сроки              |
| - | --------------------------------- | ----- | ------------------ |
| 1 | Журинов Мурат Журинович           | 1991  | 1995               |
| 2 | Рысулы Мустафа Рысулович          | 1995  | 1997               |
| 3 | Журинов Мурат Журинович           | 1997  | 2001               |
| 4 | Сабденов Оразалы                  | 2001  | 2003               |
| 5 | Пралиев Серик Жайлауович          | 2003  | 2008               |
| 6 | Ташимов, Лесбек Ташимович         | 2008  | 2013               |
| 7 | Абдибеков Уалихан Сейдильдаевич   | 2013  | 2018               |
| 8 | Абдрасилов Болатбек Серикбаевич   | 2018  | 2021               |
| 9 | Темирбекова Жанар Амангельдиновна | 2021  | по настоящее время |

## Учебный процесс
В университете внедрена трёхуровневая система обучения: бакалавриат-магистратура-докторантура (резидентура) в соответствии с требованиями Болонского процесса.

### Факультеты/Высшие школы[2]
- Высшая школа государственного управления и экономики
- Факультет естествознания
- Факультет инженерии
- Факультет социальных наук
- Факультет гуманитарных наук
- Филологический факультет
- Факультет искусств
- Медицинский факультет
- Стоматологический факультет
- Факультет постуниверситетского медицинского образования
- Подготовительный факультет («Foundation»)
- Факультет теологии

### Институты[2]
- Научно-исследовательский институт тюркологии
- Научно-исследовательский институт археологии
- Научно-исследовательский институт «Ясави»
- Научно-исследовательский институт «Евразия»
- Научно-исследовательский институт естествознания
- Научно-исследовательский институт экологии
- Институт высшего медицинского послевузовского образования (Шымкентский медицинский институт)